# Heliometer
Heliometér (starogrško ἥλιος: hḗlios – Sonce + starogrško μέτρον: métron – meritev) je merilna priprava izvirno skonstruirana za merjenje sprememb Sončevega premera v različnih letnih časih med letom, predvsem v apsidnih točkah, prisončju in odsončju. Sodobni heliometri se rabijo širše.
Pri heliometru se v osnovi na optično pot teleskopa namesti delilni element, tako da nastane dvojna slika. Če se en element premika s pomočjo mikrometrskega vijaka, se lahko izmerijo točni koti. V najpreprostejši izvedbi se objektiv razdeli na pol, pri čemer je ena stran negibna, druga pa je nameščena na mikrometrski vijak in drsi vzdolž premera delitve. Za meritev Sončevega premera se na primer mikrometer prilagodi tako, da sliki Sončevega diska sovpadata (v »ničelni« legi, kjer delilna elementa tvorita enojni element). Mikrometer se nato prilagodi tako, da se diametralno nasprotni strani slik Sončevega diska le dotikata. Na ta način dobljena razlika mikrometrskih odbirkov je (kotni) Sončev premer.
Podobno se lahko izmeri navidezna ločitev dveh bližnjih zvezd, A in B, tako da se poravna sliki obeh zvezd, nato pa se dvojna slika prilagodi, pri čemer zvezda A na eni sliki sovpada z zvezdo B na drugi sliki. Na ta način dobljena razlika mikrometrskih odbirkov je navidezna ločitev ali kotna razdalja med zvezdama.

## Zgodovina
Metodo za merjenje z dvojnimi ali mnogokratnimi slikami naj bi prvi predlagal Ole Christensen Rømer leta 1675, ko je delal na pariškem observatoriju pri Giovanniju Cassiniju, predvsem za opazovanje mrkov. Njegove metode v praksi niso izvedli.
Prvi je deljeni objektiv za tvorjenje dvojnih slik pri astronomskih meritvah uporabil Servington Savery iz Exetra leta 1743. Članek o svoji izvedbi je poslal tega leta Kraljevi družbi, vendar ni bil objavljen. Nanj je leta 1752 opozoril James Short.
Pierre Bouguer je leta 1748 razdelal pravi koncept merjenja z dvojno sliko brez dodatne pomoči nitnega mikrometra, to je s spreminjanjem razdalje med objektivoma z enakima goriščema. Heliometer je imenoval tudi astrometer. John Dollond je leta 1754 združil Savaryjevo zamisel deljenega objektiva z Bouguerjevo metodo merjenja. Tako so nastali prvi resnično praktični heliometri. Joseph von Fraunhofer je pred letom 1820 skonstruiral prvi heliometer z akromatičnim deljenim objektivom, kar predstavlja prvi sodobni heliometer.
Prve uspešne meritve zvezdne paralakse (merjenje razdalje do zvezd) je izpeljal Friedrich Bessel leta 1838 za zvezdo 61 Laboda (61 Cyg) in uporabil Fraunhoferjev heliometer. To je bil Fraunhoferjev heliometer na königsbergškem observatoriju s premerom odprtine 6,2 palcev (157,48 mm). Heliometer je izdelalo Fraunhoferjevo poodjetje, Fraunhofer sam pa ni doživel njegove dobave Besslu. Čeprav je bilo heliometer težko uporabljati, je imel za Bessla določene prednosti, vključno s širšim poljem pogleda v primerjavi z drugimi tedanjimi velikimi refraktorji, in je pri meritvah presegel ozračno turbulenco v primerjavi z nitnim mikrometrom. Bessel je dobil vrednost paralakse zvezde 4/10 ločne sekunde, kar je pomenilo, da je oddaljena 600.000 a.e. ali 11,1 svetlobnih let.
Meritve s heliometri so proti koncu 19. stoletja v veliki meri nadomestile fotografske metode.

## Galerija
- Fraunhoferjev heliometer s königsbergškega observatorija
- Smithov heliometer iz leta 1851